# Sidi Lakhdar
Sidi Lakhdar là một đô thị thuộc tỉnh Aïn Defla, Algérie. Dân số thời điểm năm 2002 là 16.902 người.